# Tupinambis duséni
Tupinambis duséni är en ödleart som beskrevs av  Einar Lönnberg 1896. Tupinambis duséni ingår i släktet Tupinambis och familjen tejuödlor. Inga underarter finns listade i Catalogue of Life.